# Abdel Medioub
Abdel Jalil Zaim Idriss Medioub (arabisch عبد الجليل زعيم إدريس مديوب; * 28. August 1997 in Marseille) ist ein algerisch-französischer Fußballspieler.

## Karriere

### Verein
Medioub begann seine fußballerische Ausbildung beim FC Granada, ehe er 2016 zum CP Cacereño wechselte. Für den Klub kam er in einem Jahr zu zwei Einsätzen. Im nächsten Jahr kam er für seinen neuen Klub, den CD Don Benito 13 Mal zum Einsatz und spielte dort unter anderem um den Aufstieg in die Segunda División B mit. Im Sommer 2018 kehrte er zurück zu Granada, wurde dort aber lediglich für die zweite Mannschaft eingeplant. Nachdem er auch dort zu keiner Spielzeit gekommen war, wurde er nach Georgien an Dinamo Tiflis verliehen. Sein Profidebüt gab er am 6. März 2019 (2. Spieltag) gegen Sioni Bolnisi, als er die volle Spielzeit auf dem Feld stand. Drei Monate später (17. Spieltag) schoss Abdel Medioub mit dem zwischenzeitlichen 2:1-Führungstor sein erstes Tor im Profibereich. Seine Mannschaft gewann am Ende mit 3:2 gegen den FC Dila Gori. Am 18. Juli 2019 schoss er bei seinem internationalen Debüt in der Europa-League-Qualifikation direkt auch sein erstes Tor auf internationalem Boden, als er das entscheidende 1:0 gegen UE Engordany schoss. Bis zu seiner Leihrückkehr im August 2019 kam er zu 19 Erstligaeinsätzen und einem Treffer und wurde mit seinem Leiverein georgischer Meister.
Direkt nach dieser Rückkehr wechselte Medioub nach Frankreich zu Girondins Bordeaux. Für die Saison 2020/21 wurde er nach Portugal an den CD Tondela verliehen. Sein Debüt für den Klub gab er am 1. November 2020 (6. Spieltag) bei einer 0:4-Niederlage gegen Sporting Lissabon nach Einwechslung. In der gesamten Spielzeit kam er auf 16 Ligaeinsätze und einen im Pokal. Am 8. August 2021 (1. Spieltag) kam er zum ersten Mal in der Ligue 1 für Bordeaux zum Einsatz, nachdem er bei einer Niederlage gegen Clermont Foot eine halbe Stunde vor Spielende ins Spiel kam. Im August 2022 wechselte der Spieler ablösefrei zu Aris Limassol.

### Nationalmannschaft
Im August entschied sich Medioub künftig für Algerien und nicht für Frankreich aufzulaufen. Seine erste Partie absolvierte er am 9. Oktober 2020 in einem Freundschaftsspiel gegen Nigeria.

## Erfolge
Dinamo Tiflis
- Erovnuli Liga: 2019